# 加斗パーキングエリア
加斗パーキングエリア（かとパーキングエリア）は、福井県小浜市飯盛（はんせい）ならびに同市加斗（かど）にある舞鶴若狭自動車道のパーキングエリアである。
2011年（平成23年）7月16日、小浜ICまでの延伸に伴い開業した。
上り線側のパーキングエリアでは、1540年（天文9年）に武藤氏が築城したとされる稲葉山城跡が隣接している。ちなみに、城跡が隣接しているパーキングエリアとしては他にも名神高速道路の多賀サービスエリアがあり、上り線側に敏満寺城跡がある。

## 道路
- E27 舞鶴若狭自動車道

## 施設

### 上り線（舞鶴方面）
- 駐車場
  - 大型 7台
  - 小型 10台
- トイレ
  - 男性 大2(和式0・洋式2)・小3
  - 女性 5(和式1・洋式4)
- 自動販売機

### 下り線（敦賀方面）
- 駐車場
  - 大型 7台
  - 小型 10台
- トイレ
  - 男性 大2(和式0・洋式2)・小3
  - 女性 5(和式1 ・洋式4)
- 自動販売機

## 歴史
- 2011年7月16日 : 小浜西IC - 小浜IC間開通に伴い開業[1]

## 隣
E27 舞鶴若狭自動車道
(10)小浜西IC - 加斗PA - (11)小浜IC